# Cinygmula malaisei
Cinygmula malaisei is een haft uit de familie Heptageniidae. De wetenschappelijke naam van de soort is voor het eerst geldig gepubliceerd in 1927 door Ulmer.
De soort komt voor in het Palearctisch gebied.